# Мухоршибірський район
Мухоршибірський район (рос. Мухоршибирский район, бур. Мухар-Шэбэр аймаг) — адміністративна одиниця Республіки Бурятія Російської Федерації.
Адміністративний центр — село Мухоршибір.

## Адміністративний поділ
До складу району входять 16 сільських поселень:
1. Барське — с. Бар
2. Бомське — у. Бом
3. Калиновське — с. Калиновка
4. Кусотинське — у. Кусоти
5. Мухоршибірське — с. Мухоршибір
6. Нарсатуйське — у. Нарсата
7. Нікольське — с. Нікольськ
8. Новозаганське — с. Новий Заган
9. Подлопатинське — с. Подлопатки
10. Саганнурське — сел. Саган-Нур
11. Тугнуйське — с. Тугнуй
12. Харашибірське — с. Харашибірь
13. Хонхолойське — с. Хонхолой
14. Хошун-Узурське — у. Хошун-Узур
15. Цолгинське — у. Цолга
16. Шаралдайське — с. Шаралдай

## Галерея

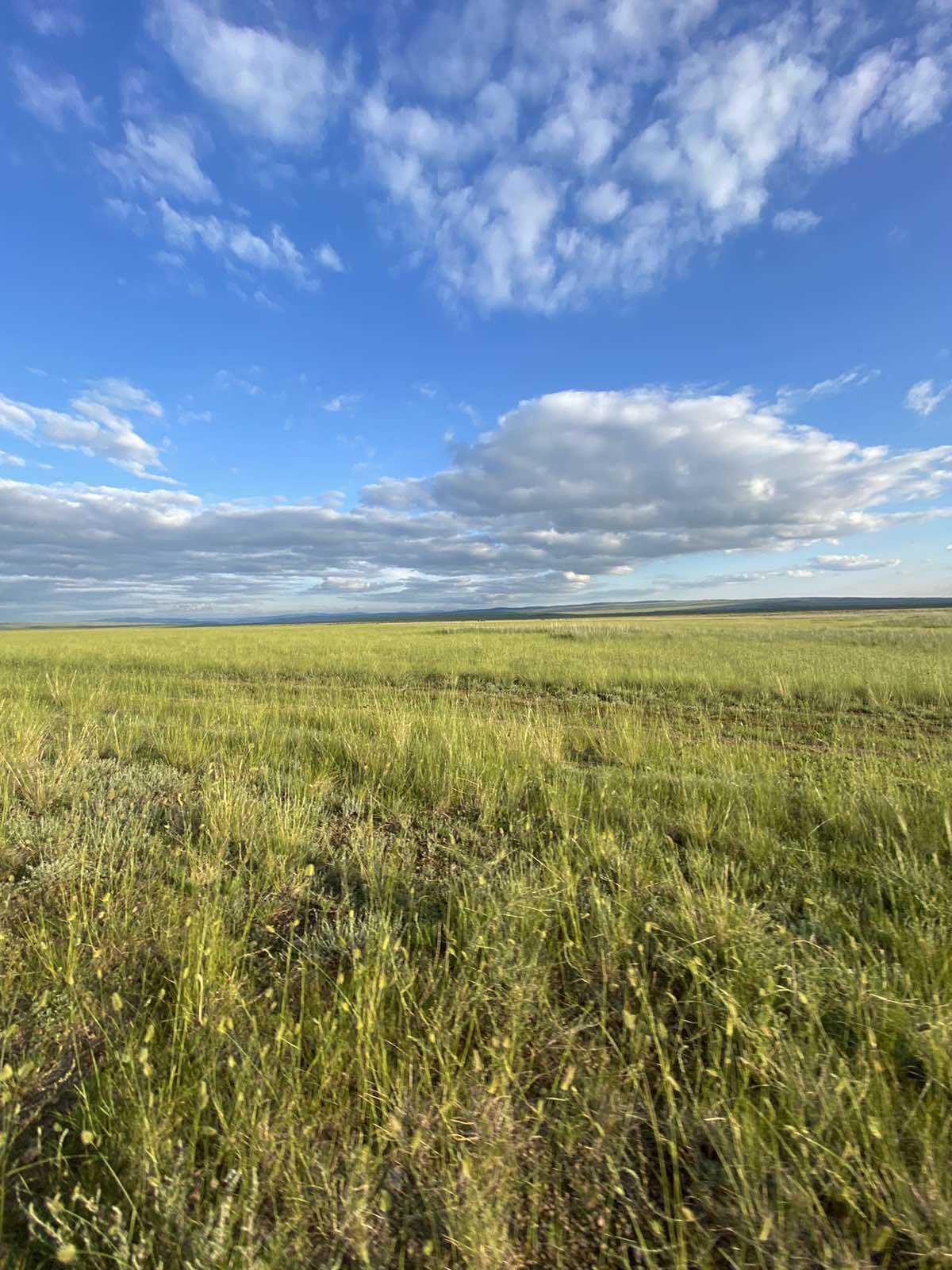
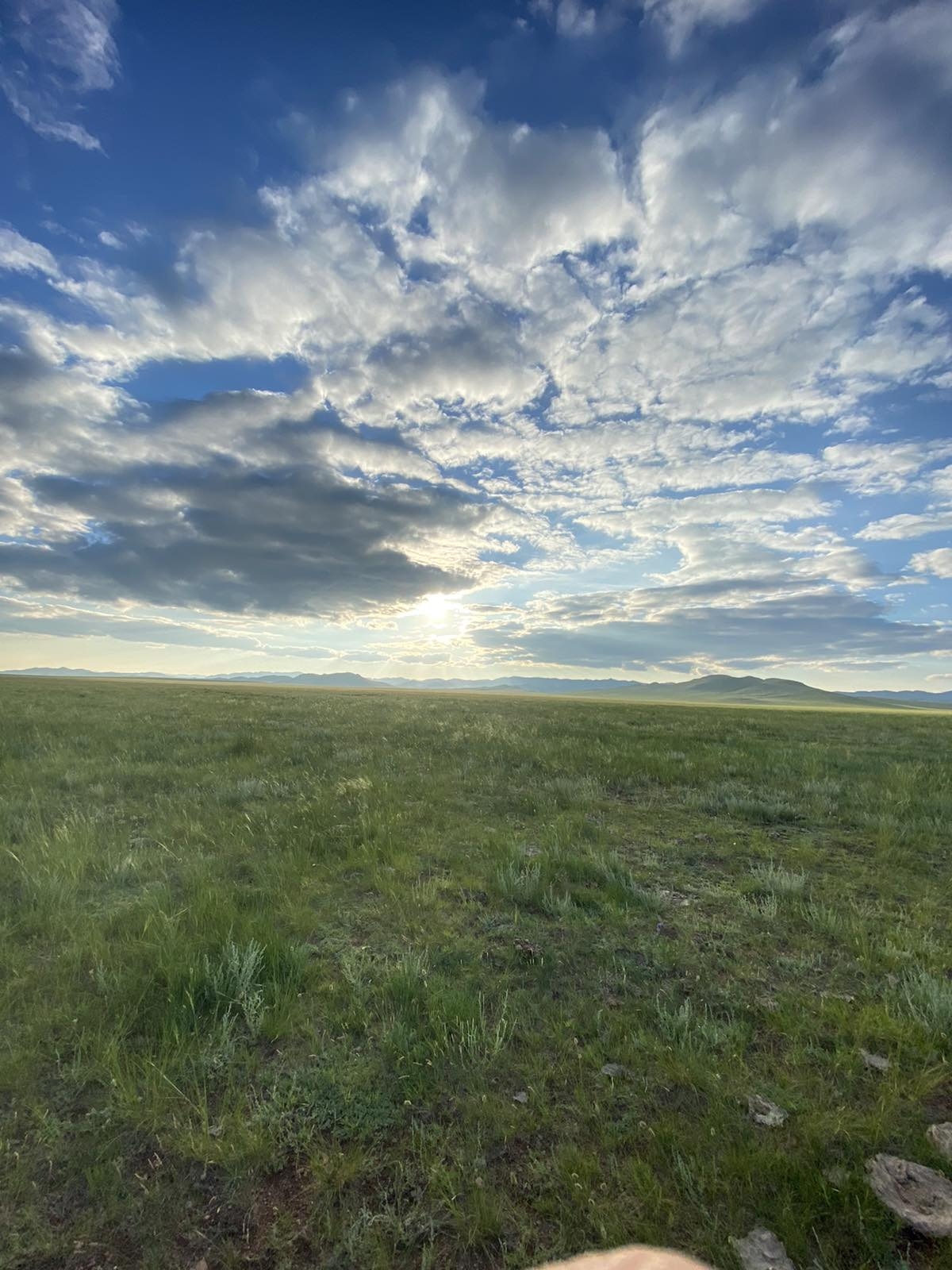
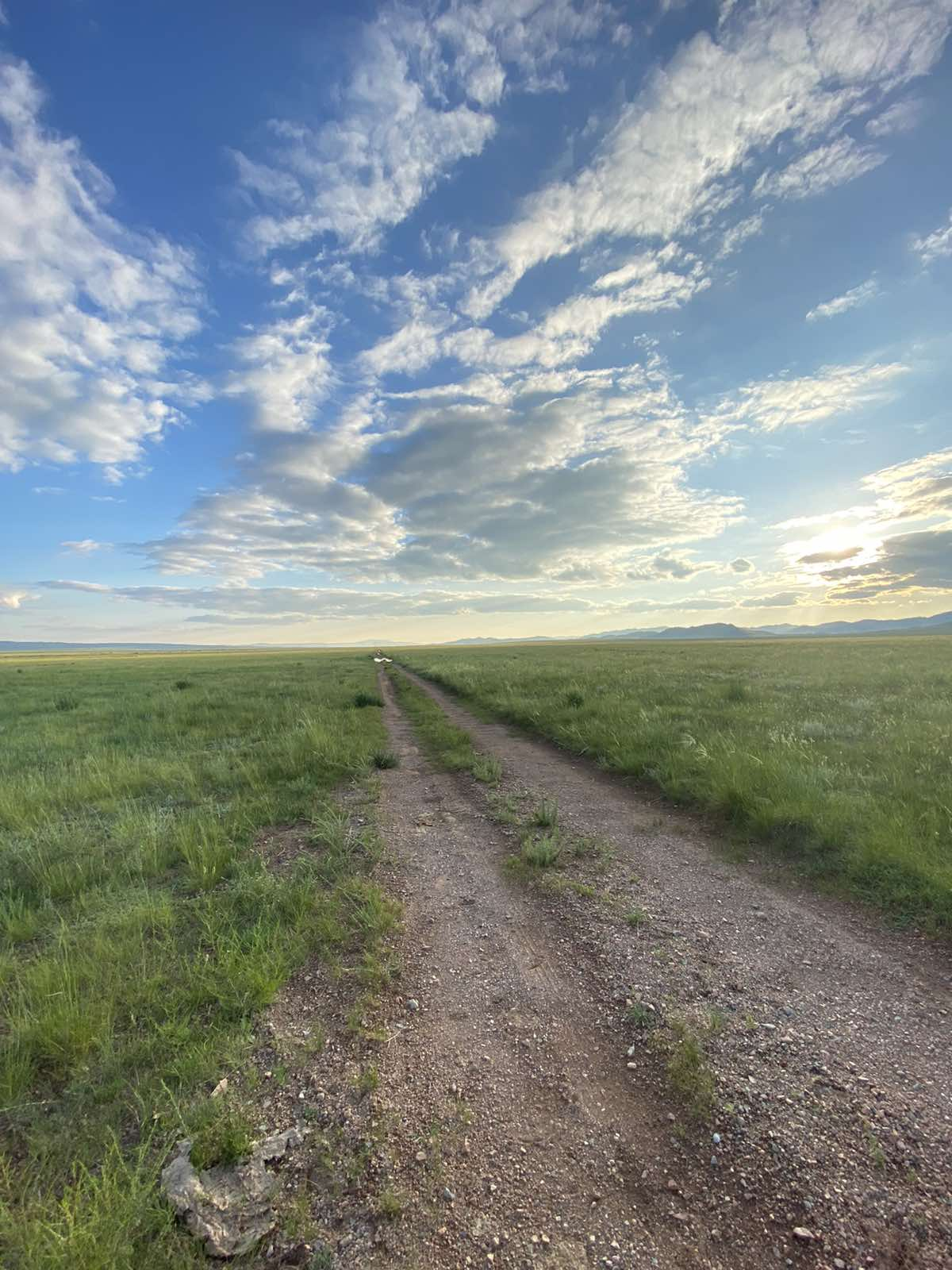

Краєвиди Мухоршибірського району